# ラモラル1世・ド・リーニュ

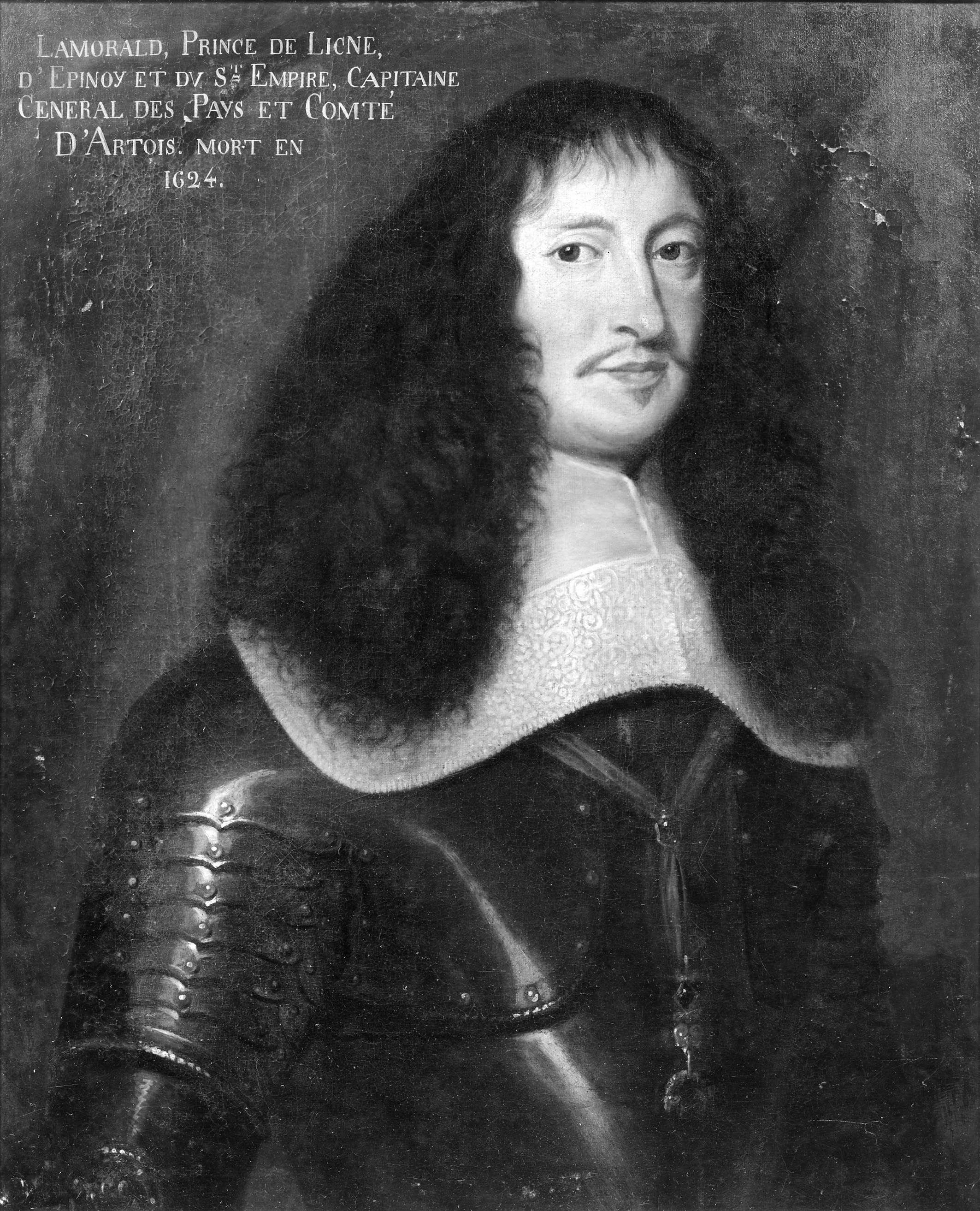
金羊毛勲章を佩用したリーニュ公ラモラル1世

ラモラル1世・ド・リーニュ（Lamoral Ier,1er prince de Ligne, 1563年7月19日 ベルイユ - 1624年2月6日 ブリュッセル）は、スペイン領ネーデルラントの外交官。リーニュ伯、初代リーニュ公。
リーニュ伯フィリップ・ド・リーニュと、ユーリヒ公国・ゲルデルン公国総督を務めたホーホストラーテン伯フィリップ・ド・ラレンの娘マルグリート・ド・ラレンの間の息子。ネーデルラント総督イサベル・クララ・エウヘニア王女とその夫アルブレヒト大公の使節としてフランス宮廷やスペイン宮廷に出入りし、1615年に実現したイサベル王女の姪のスペイン王女アナ（アンヌ・ドートリッシュ）とフランス王ルイ13世との結婚交渉でもスペイン側代表としてフランス政府との折衝を担った。
1599年金羊毛勲章を拝受し、1601年神聖ローマ皇帝よりリーニュ公位を授けられ、1624年にスペインのグランデ特権を授与された。
1584年エピノワ公ユーグ2世・ド・ムランの娘アンヌ＝マリー・ド・ムランと結婚した。妻の2人の兄のうち、ピエール・ド・ムランは反スペイン反乱に参加してスペイン王室から称号・所領を没収され、妻子とフランスに亡命した。称号・所領は弟のロベール・ド・ムランに渡ったが、ロベールが1585年に子なくして死亡したため、スぺイン王室はアンヌ＝マリーの夫であるリーニュにエピノワ公・ルベ侯爵などムラン家の称号・資産の継承を認めた。ピエールの子孫も1787年のスービーズ公シャルル・ド・ロアンの死までエピノワ公の称号を使用し続けたため、エピノワ公位は1787年まで競合状態にあった。
妻との間に1男4女を得た。
- ヨランド（1585年 - 1611年） - 1599年アーヴレ侯爵シャルル・アレクサンドル・ド・クロイと結婚
- フロラン（フランス語版）（1588年 - 1622年） - ルベ侯爵、アントワン男爵、アンブリス公、リーニュ公クロード＝ラモラル1世の父
- アンヌ（1590年 - 1651年） - 第4代グアダレスト侯爵（スペイン語版）フェリペ・フォルチ・デ・カルドナ・イ・ボルハ＝ランソルと結婚
- ランベルティーヌ（英語版）（1593年 - 1651年） - 1609年サン＝マルタン侯爵フィリベール・ド・ラ・ボームと初婚、1615年クリストフ・フォン・オストフリースラント（英語版）と再婚、1640年サン＝マルタン侯爵ジャン＝バティスト・ド・ラ・ボーム（フランス語版）（最初の夫の弟）と三婚
- エルネスティーヌ（フランス語版）（1594年 - 1668年） - 1618年ナッサウ＝ジーゲン伯ヨハン8世（英語版）と結婚